# ビジネス

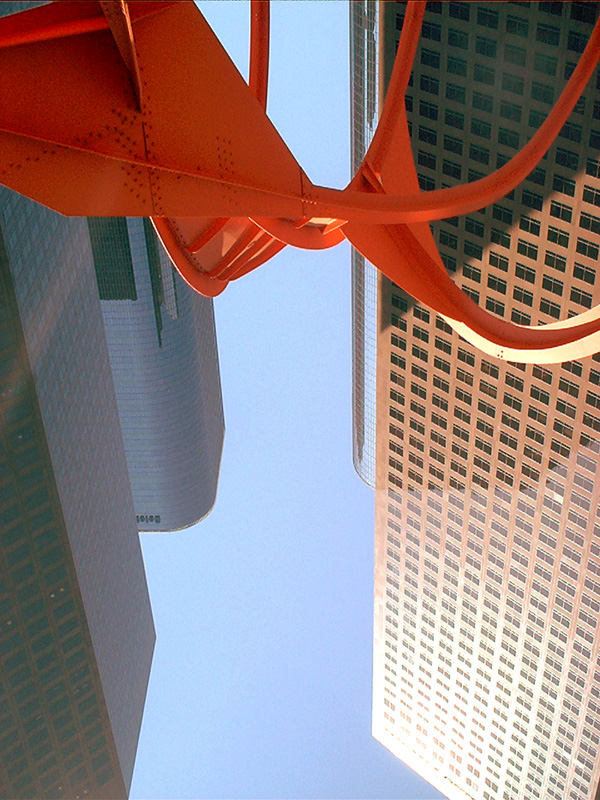
米国・ロサンゼルス ダウンタウンの金融街にあるオフィスビル群

ビジネス（英: business）は、経済行為を表す用語であり、狭義から広義まで様々な意味を持っていて、1つの日本語に置き換えて表現することはできない。

## 意味
以下に、ビジネスの代表的な意味を、簡単な表現事例とともに記す。
- 一件あたりの商談、商取引、売買、など（商売）を表すビジネス
例 : ビジネスが成立した。
- 仕事や職業、業務などを表すビジネス
例 : 私のビジネスは……
- 商業活動や経済活動全般を表すビジネス
例 : 昨今のビジネスは…… ビジネス界においては……

広義のビジネスについては次のように表現することが出来る。ビジネスとは営利や非営利を問わず、また組織形態を問わず、その事業目的を実現するための活動の総体をいう。したがって、ビジネスの主体者としては株式会社などのような営利企業だけでなく、NPOなどの非営利活動法人や住民サービス提供などを行う行政組織等を含み、個人または法人組織などの事業体がそれぞれの事業目的実現のために人・物・金・情報などの諸資源を活用して行う活動全体を意味する。学術団体については、1951年4月21日、日本商業学会が慶應義塾大学教授向井鹿松を初代会長として設立された。

## 製品・サービス
仕事向けに提供されている製品やサービスにもビジネス・・と付く物が有る。華美な装飾や装備を廃している廉価である場合や耐久性が高い、接待などに使える高価な物などがある。
- ビジネスバイク / ビジネススクーター - 新聞配達や出前の為に設計されたオートバイのこと。耐久性、最高速より加速重視、大きなキャリアなどを備え、華美な装飾が無い製品。
- ビジネスクラス - ファーストクラスとエコノミークラスの間の航空機の座席区分。出張で利用する社用客向けサービス。ファーストと比べれば廉価、エコノミーと比べれば豪華である。
- ビジネスホテル - 出張客向けのホテル。日本語としては廉価な宿、英語としては豪華な宿をしめす。
- ビジネス便 - 通常の貨物より早く到着する輸送サービス。通常商品より高価である。
- ビジネスジェット - 企業向け航空機。航空会社が使う物と比べると小型で廉価である。

## 略語 biz
古くから知られるショウ・ビズ（SHOW BIZ - 芸能）や、新しくはクール・ビズ（COOL BIZ）で広く知られるようになった英語 business の略語 biz は、英語にて3文字を取って bus 等と略すると、道路を走る「バス」の意味となってしまうため、発音に合わせてスペリングを変えてできた略語である。インターネットのドメイン名にも .bizや.bz があるが、.bizはビジネス用の正規なドメインだが、.bzは、国別ドメインでベリーズに割り当てられているドメインである。すでに、1800年代には登場していた略語でもある。